# ЛТЗ-55
ЛТЗ-55 — марка колесного трактора (тяговый класс — 0,9), выпускавшегося Липецким тракторным заводом с середины 1990-х годов. Трактор является переходной моделью между тракторами Т-40М и ЛТЗ-60.
На трактор устанавливается дизельный двигатель Д-144 мощностью 50 лошадиных сил (36,8 кВт) рабочим объемом 4,15 л. Коробка передач 8-скоростная (7 передач вперед, 1 назад), с реверсом на все передачи. Передний ведущий мост с автоматическим включением и выключением. В целом, по конструкции трактор ЛТЗ-55 аналогичен Т-40М.
По заказу возможна установка семискоростной коробки передач с ходоуменьшителем, ленточно-дисковых тормозов, стояночного тормоза с приводом на вторичный вал КПП, гидрообъемного рулевого управления.

## Модификации
- ЛТЗ-55 — базовая модель, привод на задний мост
- ЛТЗ-55А — полноприводная модель
- ЛТЗ-55АЛ — для работы на местах, где требуется низкое давление на почву
- ЛТЗ-55АН — полноприводная низкоклиренсная модель, предназначенная для работ на склонах до 16°
- ЛТЗ-55Н — низкоклиренсная модель, предназначенная для работ на склонах до 16°

Существуют экспортные модификации трактора кабриолетного типа (без кабины).